# 2018 à Taïwan
Cet article présente les faits marquants de l'année 2018 à Taïwan.

## Évènements
- 6 février : un séisme de magnitude 6,4 près de Hualien fait au moins 7 morts[1].
- 20 octobre : manifestation de plusieurs dizaines de milliers de personnes pour demander un référendum destiné à confirmer officiellement l'indépendance de Taïwan par rapport à la Chine, plus grosse manifestation de ce type dans l'Histoire de Taïwan depuis la démocratisation de l'île[2].
- 21 octobre : le déraillement d'un train dans le comté de Yilan fait 18 morts.
- 24 novembre : référendum.